# Cimera (heràldica)

Cimera del rei d'Aragó

La cimera era un ornament situat al cim de l'elm dels cavallers. Va rebre aquest nom perquè recordava les crestes de plomes que posseeixen algunes espècies d'ocells sobre els seus caps anant col·locada a la part superior del casc. Les cimeres també van començar a figurar a les representacions dels elms que es són al timbre heràldic, un dels elements emprats com ornaments de l'escut de l'escussó.
Tant les cimeres com les plomes sobre l'elm són atributs de noblesa del seu posseïdor.
Les primeres cimeres heràldiques, eren representades sobre els llambrequins, un ornament del timbre amb formes vegetals però posteriorment, es va introduir a l'elm un altre ornament, el borlet que posseeix la forma d'un drap o tros de tela (habitualment amb els dos esmalts o colors característics del camp de l'escut). Amb freqüència, la cimera era substituïda per una corona nobiliària que es col·locava sobre l'elm i en algunes composicions heràldiques, es representava la cimera sobre la corona. Algunes ciutats empraven en el timbre dels seus escuts corones murals com a símbol de l'autonomia de les seves corporacions de govern. Els objectes més freqüents representats en una cimera eren figures de diferents animals, en especial els lleons heràldics, seguits d'aus. Era molt habitual que únicament mostressin la seva meitat superior. Les figures humanes solien aparèixer de cintura en amunt i portant armes.
A Anglaterra, en un primer moment les cimeres eren representades sobre plaques de metall i apareixien de nou dibuixades al mateix escut. Aquest costum va anar desapareixent amb el temps i posteriorment, als escuts elaborats amb metall o fusta, les cimeres (de bony rodó) van ser elaborades amb cuir i altres materials. A l'àrea germànica, moltes cimeres van adoptar la forma d'un tocat alt (a vegades adornat amb els mateixos elements representats a les lliurees i tabards d'una casa nobiliària), un tocat de plomes, o dos ornaments amb forma de banya (a vegades amb les seves vores adornades amb flors o plomes i amb freqüència amb els esmalts representats en el camp).
Els primers monarques amb cimera als territoris de parla catalana foren els reis de Mallorca, amb la cimera de l'àngel (com es pot comprovar en les seves Lleis Palatines del 1337), que també foren els primers monarques amb cimera dels territoris corresponents a l'actual Espanya. D'altra banda, els monarques de la Corona d'Aragó també van incorporar una cimera al seu escut d'armes. Aquesta cimera tenia la forma d'una víbria o drac que en origen va ser un emblema personal del rei Pere el Cerimoniós i posteriorment es va convertir en un símbol permanent de la reialesa aragonesa. Es creu que la figura del drac és l'origen d'una representació posterior amb forma de ratpenat molt estesa als territoris de la Corona d'Aragó. Aquesta confusió ja s'observa en algunes obres del segle xvi, com el Livro da Nobreza e Perfeiçam das Armas de l'heraldista portuguès António Godinho. La cimera usada pels monarques de Castella, va consistir en un castell amb la figura d'un lleó apuntat naixent i coronat, tal com es pot observar a la làmina dedicada al monarca castellanolleonès a l'Armorial del Toisó d'Or.

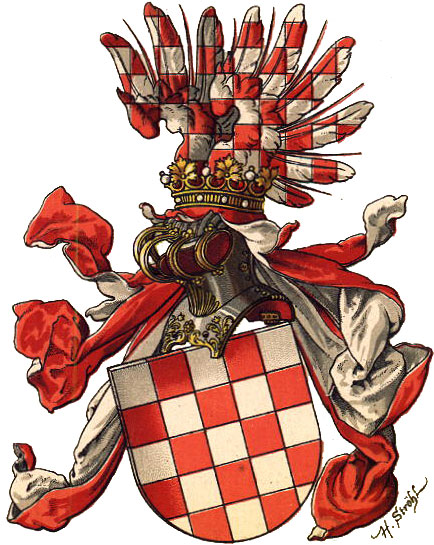
Escut del regne de Croàcia
Cimera d'Escòcia
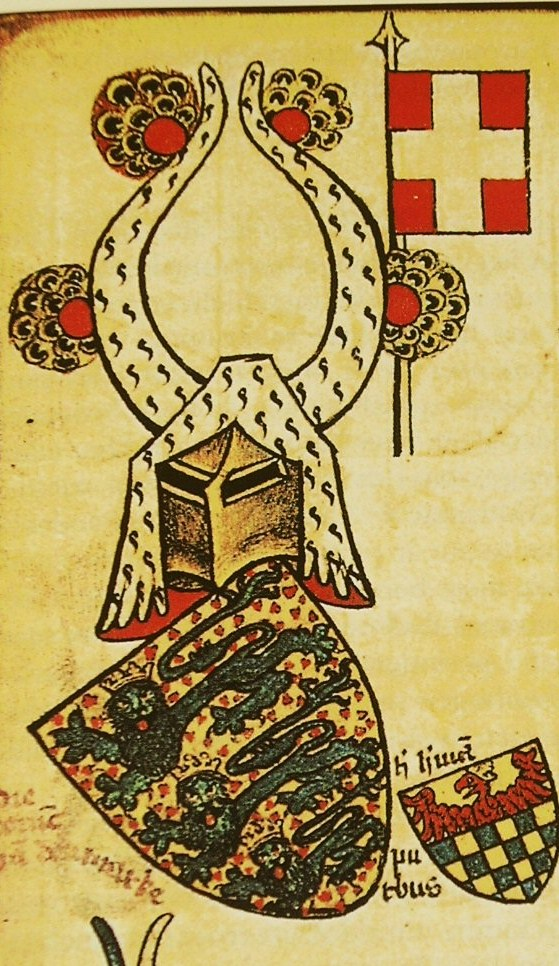
Escut de Dinamarca Armorial de Gelde
Escut històric de França Armorial de Gelde
Cimera del Regne Unit (Excepte a Escòcia)
Cimera del Castell i el Lleó (Espanya)